# Belgische gemeenteraadsverkiezingen 1952
De Belgische gemeenteraadsverkiezingen van 1952 vonden plaats op zondag 12 oktober 1952. De vorige gemeenteraadsverkiezingen vonden plaats op zondag 24 november 1946 en de volgende op zondag 12 oktober 1958.
De gemeenteraden van alle 2.666 Belgische gemeenten werden verkozen voor een periode van zes jaar.

## Politieke context
De verkiezingen vonden plaats tijdens de homogene CVP-regering-Van Houtte, die een krappe meerderheid had in het parlement. De oppositiepartijen (liberalen en socialisten) gingen bij deze gemeenteraadsverkiezingen vooruit en de CVP ging achteruit. De oppositiepartijen grepen dit aan om vervroegde parlementsverkiezingen te eisen, maar de CVP behield het vertrouwen van de meerderheid in het parlement.

## Gegevens
- Kiezers: 5.488.764
- Gestemd: 5.068.962
- Te verkiezen gemeenteraadsleden: 23.885
- Kandidaten: 53.121[1]

## Zonder stemming
In een aantal gemeenten waren er evenveel (of zelfs minder) kandidaten als het aantal te verkiezen gemeenteraadsleden, waardoor de kandidaten automatisch verkozen zijn.
- Dit is het geval in 440 gemeenten (16,50% van alle gemeenten)
- In totaal 3.334 gemeenteraadsleden (13,96% van alle raadsleden)
- In totaal 219.928 kiesgerechtigden die niet moesten stemmen (4,01% van alle kiesgerechtigden)

## Uitslagen
In Antwerpen werd burgemeester Lode Craeybeckx (BSP) herverkozen.
In Brussel werden 39 gemeenteraadsleden verkozen: 14 PSB-BSP, 13 LP-PL, 11 PSC-CVP en 1 PCB-KPB. Joseph Vandemeulebroek (PL-LP) blijft burgemeester.
In Luik werden 39 gemeenteraadsleden verkozen: 18 socialisten, 11 katholieken, 8 liberalen en 2 communisten. Paul Gruselin (PSB) bleef burgemeester.
In Gent werden 39 gemeenteraadsleden verkozen: 18 CVP, 16 BSP en 5 LP. De CVP verliest de absolute meerderheid; uittredend burgemeester Emile Claeys wordt opgevolgd door liberaal Laurent Merchiers in een paars college met socialist Edward Anseele jr. als eerste schepen (die weliswaar meer stemmen haalde).
In Koekelare werden 11 gemeenteraadsleden verkozen: 6 katholieken en 5 liberalen. Het stemmenverschil was zo klein dat mogelijke omkoping of fraude het resultaat kon beïnvloeden. De resultaten werden ongeldig verklaard door de Raad van State, waarna zowel op 28 juni 1953 als op 13 december 1953 opnieuw werd gestemd.